# TGV Duplex

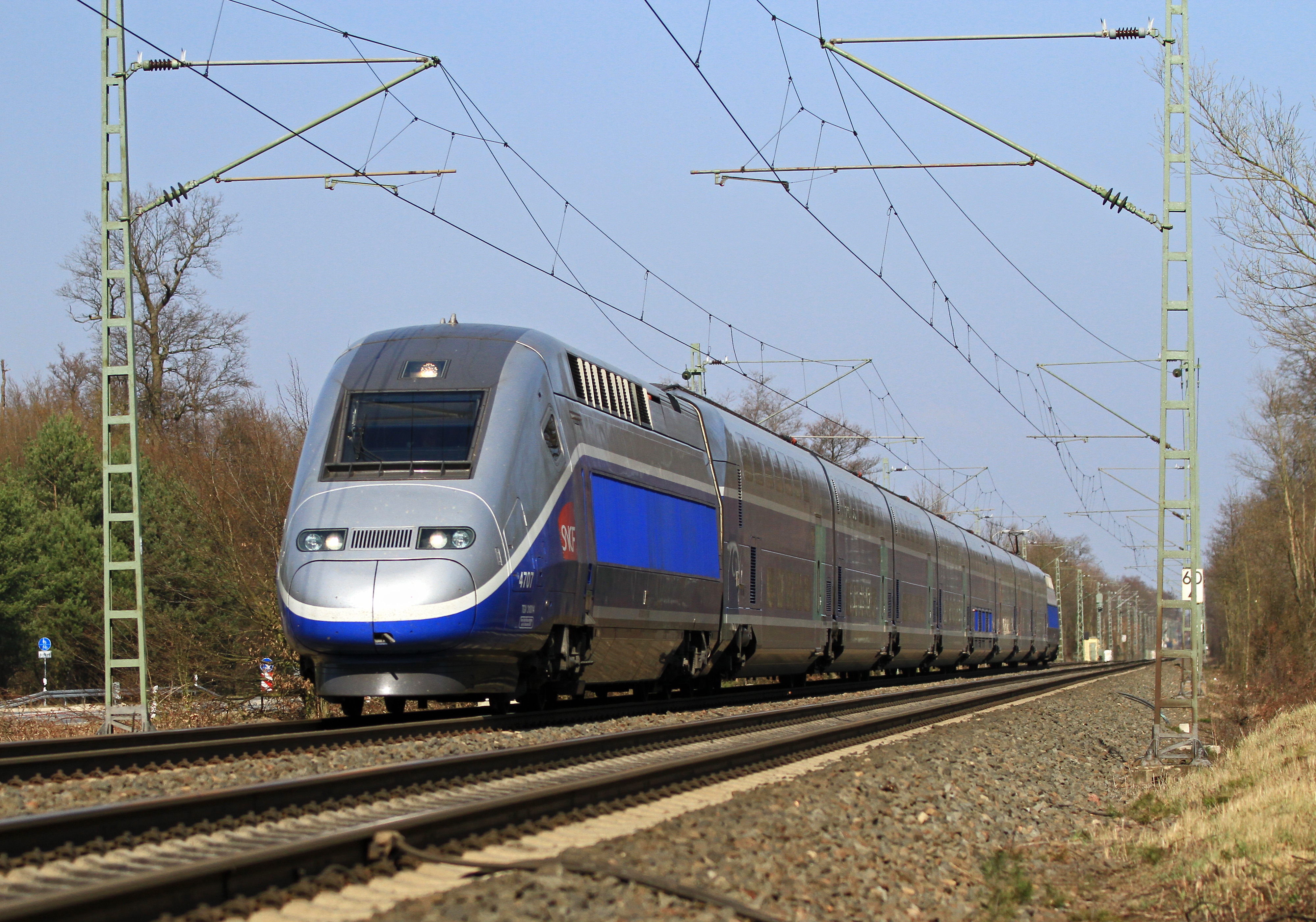
TGV Duplex u města Frankfurt nad Mohanem, Německo

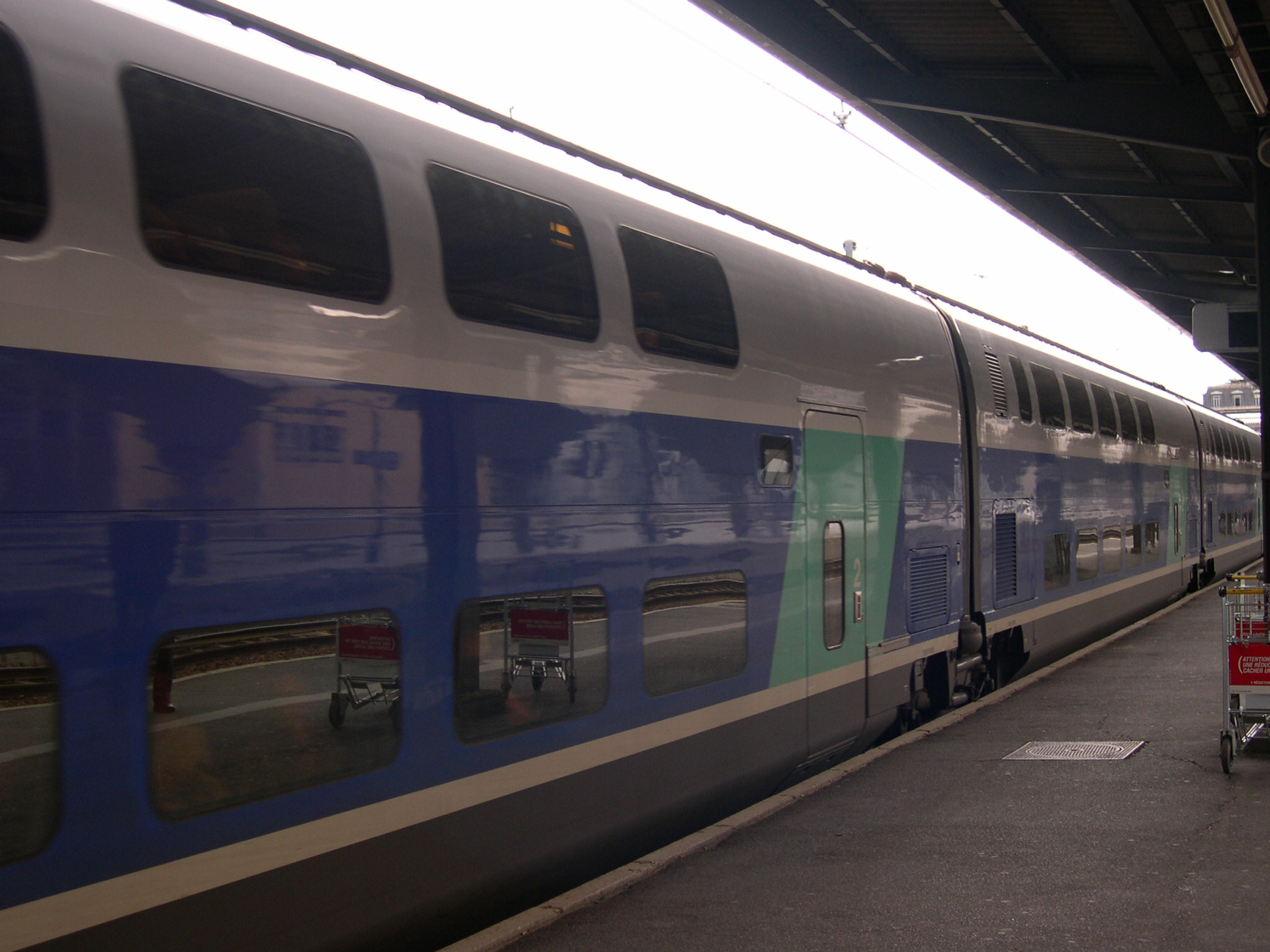
Dvoupodlažní vozy umožňují o 45% vyšší kapacitu než jednopodlažní TGV.

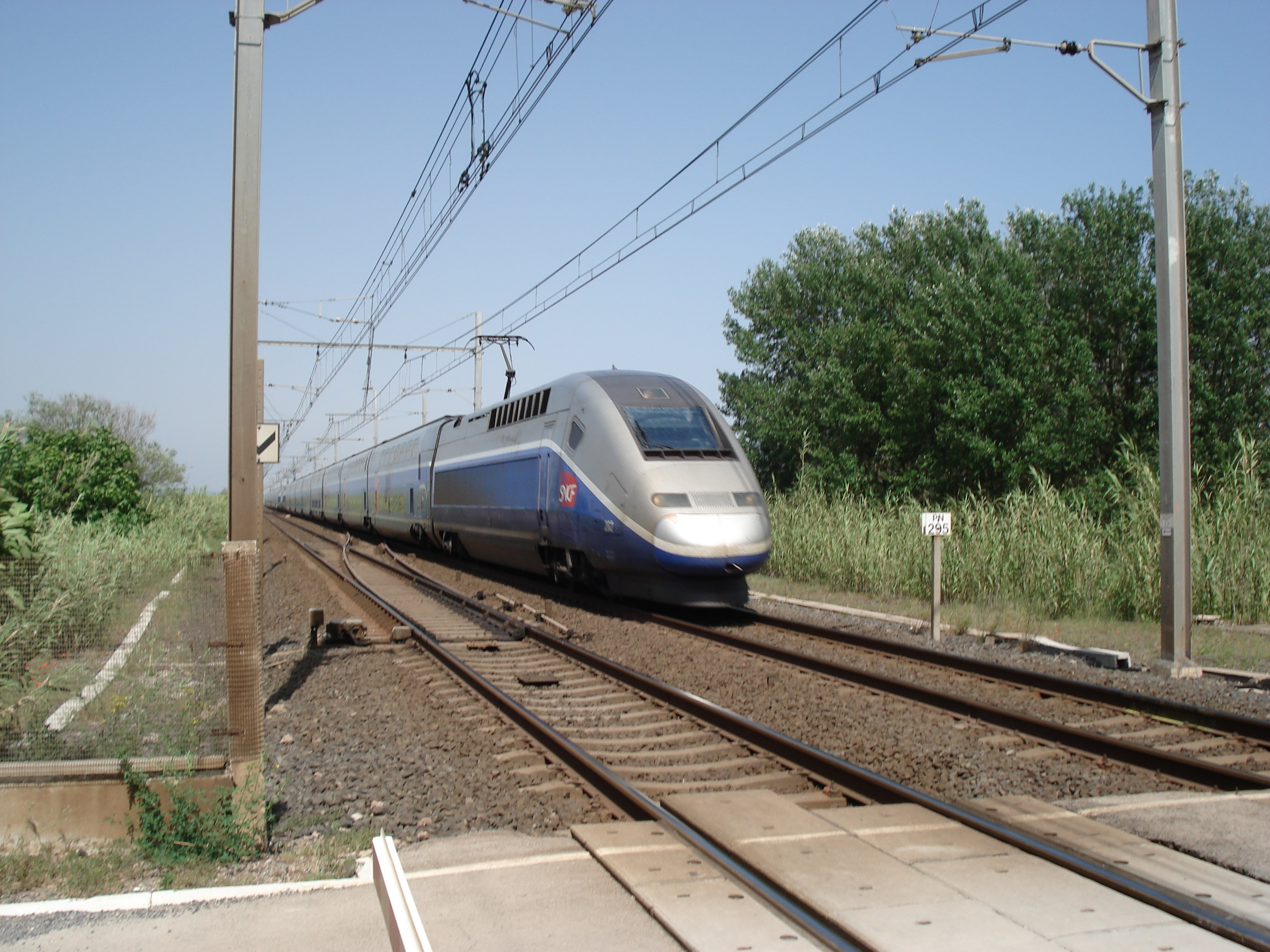
TGV Duplex u města Sète, Francie

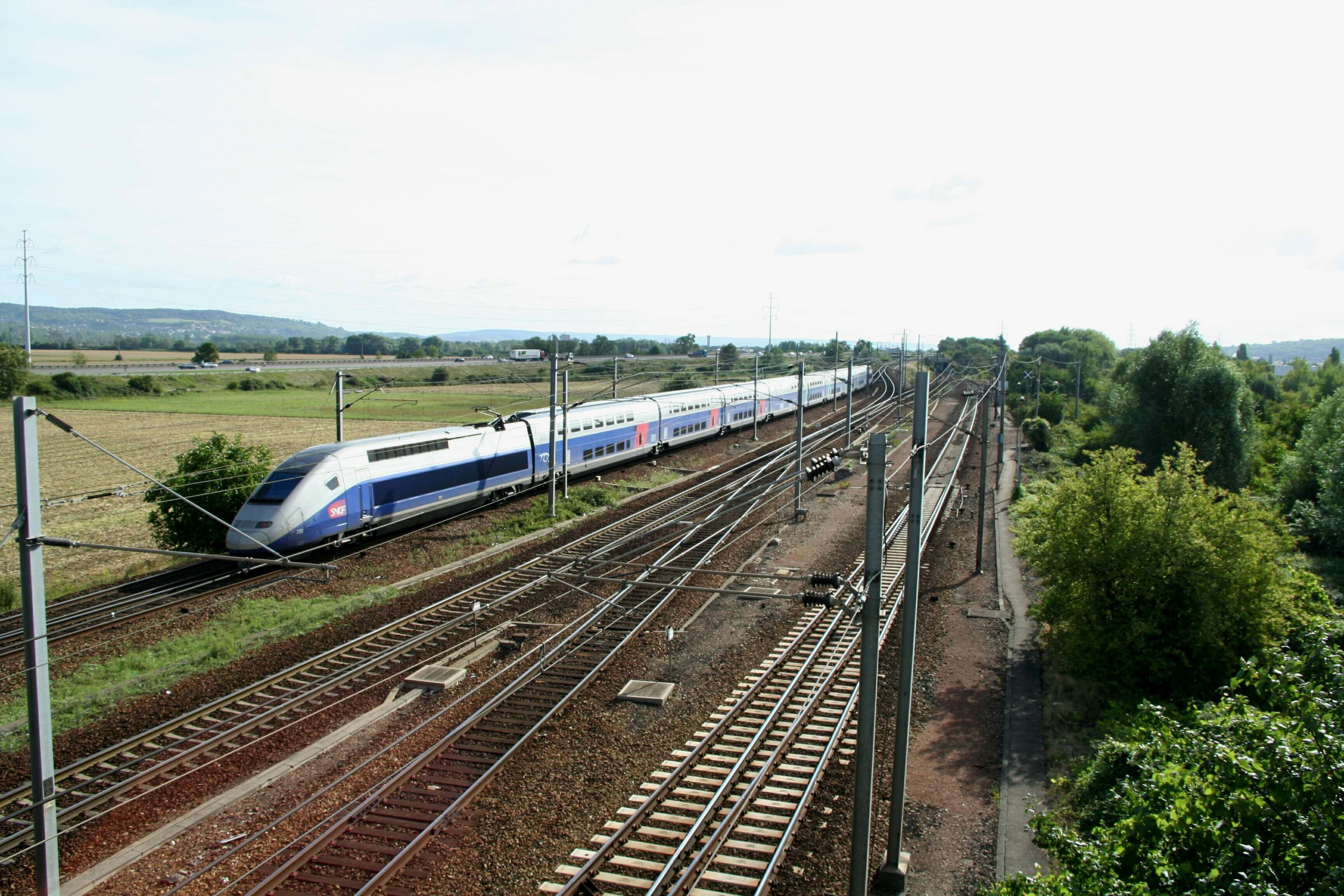
TGV Duplex u města Épône, Yvelines, Francie

TGV Duplex je řada francouzských vysokorychlostních vlaků provozovaných SNCF - francouzskou národní železniční společností. Jejich maximální rychlost je 300/320 km/h. Od ostatních vlaků se liší tím, že mají dvoupodlažní vagóny. Byly speciálně navrženy, aby zvýšily kapacitu přeplněných vysokorychlostních tratí. Se dvěma patry a celkově 545 sedadly maximalizovaly počet míst k sezení v jedné vlakové soupravě.

## Technická data
- Rok výroby: 1995–1998 (1. série), 2001–2004 (2., 3. a 4. série), 2004–2006 (5. série), 2007–2009 (Duplex „Dasye“)
- Teritorium: Všechny linky TGV kromě LGV Est
- Nejvyšší rychlost: 320 km/h (provozován po tratích 300 km/h)
- Napájecí soustavy: 25 kV 50 Hz ~, 1,5 kV =
- Trakční motory: 8 třífázových synchronních střídavých trakčních motorů, 8 800 kW (12 000 hp) při 25 kV napětí
- Délka jednotky: 200 m
- Hmotnost jednotky: 380 t
- Konfigurace jednotky: 1 hnací vozidlo + 8 vložených vozů + 1 hnací vozidlo, 545 sedadel
- Poměry: 23 kW/t / 0,70 t/sedadlo / 16,15 kW/sedadlo
- Zvláštní rysy: Dvoupodlažní vozy, jednotné přední sklo, zaoblený nos
- Určení: Původně vyvinut pro uvolnění přetížené LGV Sud-Est

## Rychlostní rekord
Dne 3. dubna 2007 byl s modifikací této jednotky (zkrácena na pětivozovou, distribuovaná trakce jako u nastupující generace AGV) vytvořen světový rychlostní rekord vysokorychlostního vlaku 574,8 km/h. To je jenom o cca 6 km/h méně, než při rekordní testovací jízdě Maglevu v roce 2005.